# INTERBUS
INTERBUSは、制御システム（PC、PLC、VMEbusコンピュータ、ロボットコントローラなど）と、センサーやアクチュエータ（温度センサー、ポジションスイッチなど）に接続された空間的に分散したI/Oモジュール間でデータを伝送するシリアルバスシステムである。

## 開発・規格制定の経緯
INTERBUSシステムはフエニックス・コンタクト社によって開発され、1987年から提供されている。
オートメーション業界を代表するFieldbusシステムで、欧州規格EN 50254 と IEC 61158に準拠し完全標準化されている。
現在、600社以上のメーカーが、制御分野のシステムや機器にINTERBUSテクノロジーを導入している。
2011年からは、業界団体Profibus and Profinet Internationalが主催するINTERBUS技術展も開催されている。